# 14367 Hippokrates
14367 Hippokrates (1988 RY3) là một tiểu hành tinh vành đai chính được phát hiện ngày 8 tháng 9 năm 1988, bởi F. Borngen ở Tautenburg.